# Olympische Sommerspiele 1984/Leichtathletik – 10.000 m (Männer)

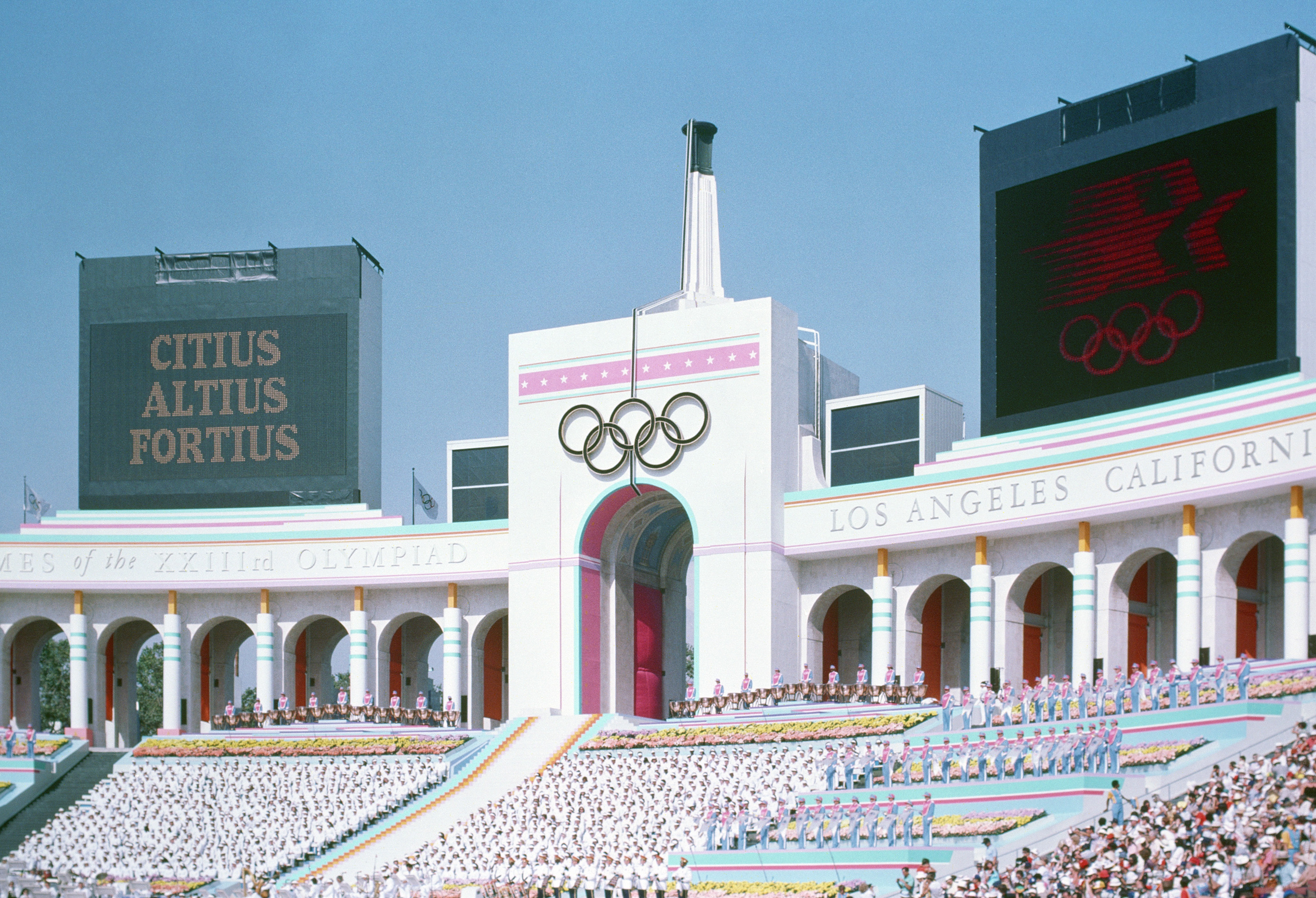
Blick auf des Eingangstor des Los Angeles Memorial Coliseum

Der 10.000-Meter-Lauf der Männer bei den Olympischen Spielen 1984 in Los Angeles wurde am 3. und 6. August 1984 im Los Angeles Memorial Coliseum ausgetragen. 45 Athleten nahmen teil.
Olympiasieger wurde der Italiener Alberto Cova. Er gewann vor dem Briten Mike McLeod und dem Kenianer Michael Musyoki.
Die Bundesrepublik Deutschland wurde durch Christoph Herle vertreten, der das Finale erreichte und Platz fünf belegte. Läufer aus der Schweiz, Österreich und Liechtenstein nahmen nicht teil. Athleten aus der DDR waren wegen des Olympiaboykotts ebenfalls nicht dabei.

## Aktuelle Titelträger
| Olympiasieger 1980                      | Miruts Yifter ( Äthiopien)          | 27:42,69 min | Moskau 1980   |
| Weltmeister 1983                        | Alberto Cova ( Italien)             | 28:01,04 min | Helsinki 1983 |
| Europameister 1982                      | Alberto Cova ( Italien)             | 27:41,03 min | Athen 1982    |
| Panamerikanischer Meister 1983          | José Gómez ( Mexiko)                | 29:14,75 min | Caracas 1983  |
| Zentralamerika und Karibik-Meister 1983 | Gerardo Alcalá ( Mexiko)            | 31:05,86 min | Havanna 1983  |
| Südamerika-Meister 1983                 | Omar Aguilar ( Chile)               | 29:12,1 min  | Santa Fe 1983 |
| Asienmeister 1983                       | Zhang Guowei ( Volksrepublik China) | 29:45,41 min | Kuwait 1983   |
| Afrikameister 1982                      | Mohamed Kedir ( Äthiopien)          | 28:55,5 min  | Kairo 1982    |

## Bestehende Rekorde
| Weltrekord         | 27:13,81 min | Fernando Mamede ( Portugal) | Stockholm, Schweden               | 2. Juli 1984      |
| Olympischer Rekord | 27:38,35 min | Lasse Virén ( Finnland)     | Finale OS München, BR Deutschland | 3. September 1972 |

Der bestehende olympische Rekord wurde bei diesen Spielen nicht erreicht. Olympiasieger Alberto Cova verfehlte diesen Rekord im schnellsten Rennen, dem Finale, mit seinen 27:47,54 min um 9,19 Sekunden. Zum Weltrekord fehlten ihm 33,73 Sekunden.

## Doping
In diesem Wettbewerb gab es einen Dopingfall. Der Finne Martti Vainio wurde fünf Tage nach seinem zweiten Platz positiv auf den Einsatz von Primobolan getestet, das als Methenolon zu den verbotenen anabolen Steroiden gehört. Seine Silbermedaille wurde ihm aberkannt und auch für das Finale über 5000 Meter wurde er folgerichtig gesperrt.
Benachteiligt wurde der Mexikaner José Gómez, der sich über seine Zeit im ersten Vorlauf eigentlich für die Finalteilnahme qualifiziert hätte.

## Vorrunde
Datum: 3. August 1984
Die 45 Teilnehmer wurden in drei Läufe gelost. Für das Finale qualifizierten sich pro Lauf die ersten fünf Athleten. Darüber hinaus kamen die drei Zeitschnellsten, die sogenannten Lucky Loser, weiter. Die direkt qualifizierten Athleten sind hellblau, die Lucky Loser hellgrün unterlegt.
Mit Marios Kassianidis in Lauf drei nahm erstmals ein Leichtathlet aus Zypern an Olympischen Spielen teil.
Der Kenianer Sostenes Bitok erzielte mit 28:12,17 min in Lauf drei die schnellste Vorlaufzeit. Der langsamste direkt qualifizierte Athlet war der Brite Nick Rose in Lauf 2 mit 28:31,13 min. Der schnellste Athlet, der sich nicht qualifizieren konnte, war der Mexikaner José Gómez, der im ersten Lauf mit 28:28,50 min ausschied. Er wäre aufgrund der dopingbedingten späteren Disqualifikation Martti Vainios eigentlich für das Finale qualifiziert gewesen.

### Vorlauf 1

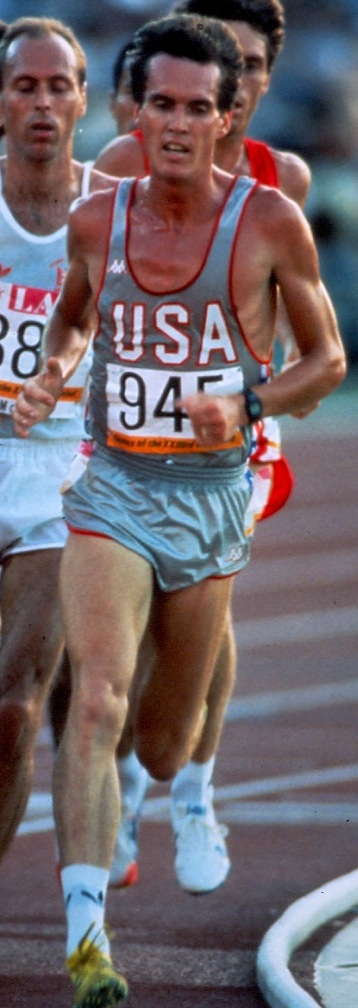
Craig Virgin – ausgeschieden als Neunter des ersten Vorlaufs

| Platz | Name               | Nation                  | Zeit         | Anmerkung                              |
| ----- | ------------------ | ----------------------- | ------------ | -------------------------------------- |
| 1     | Fernando Mamede    | Portugal                | 28:21,87 min |                                        |
| 2     | Salvatore Antibo   | Italien                 | 28:22,57 min |                                        |
| 3     | Michael Musyoki    | Kenia                   | 28:24,24 min |                                        |
| 4     | Masanari Shintaku  | Japan                   | 28:24,30 min |                                        |
| 5     | Mike McLeod        | Großbritannien          | 28:24,92 min |                                        |
| 6     | José Gómez         | Mexiko                  | 28:28,50 min | eigentlich für das Finale qualifiziert |
| 7     | Omar Aguilar       | Chile                   | 28:29,06 min |                                        |
| 8     | Paul Williams      | Kanada                  | 28:36,15 min |                                        |
| 9     | Craig Virgin       | USA                     | 28:37,58 min |                                        |
| 10    | José João da Silva | Brasilien               | 29:10,52 min |                                        |
| 11    | Luis Tipán         | Ecuador                 | 30:07,49 min |                                        |
| 12    | Ibrahim Juma       | Tansania                | 30:29,50 min |                                        |
| 13    | Basil Kilani       | Jordanien               | 30:43,54 min |                                        |
| DNF   | Ruddy Cornielle    | Dominikanische Republik |              |                                        |
| DNF   | Ramón López        | Paraguay                |              |                                        |

### Vorlauf 2
| Platz | Name                     | Nation                       | Zeit         |
| ----- | ------------------------ | ---------------------------- | ------------ |
| 1     | Alberto Cova             | Italien                      | 28:26,10 min |
| 2     | Zephaniah Ncube          | Simbabwe                     | 28:28,53 min |
| 3     | Joseph Nzau              | Kenia                        | 28:28,71 min |
| 4     | Christoph Herle          | BR Deutschland               | 28:30,28 min |
| 5     | Nick Rose                | Großbritannien               | 28:31,13 min |
| 6     | Gidamis Shahanga         | Tansania                     | 28:42,92 min |
| 7     | Antonio Prieto           | Spanien                      | 28:57,78 min |
| 8     | Martín Pitayo            | Mexiko                       | 28:59,19 min |
| 9     | Paul Cummings            | USA                          | 29:09,82 min |
| 10    | Arie Gamliel             | Israel                       | 29:31,32 min |
| 11    | Mohiddin Mohamed Kulmiye | Somalia                      | 29:37,93 min |
| 12    | Matthews Kambale         | Malawi                       | 30:47,73 min |
| 13    | Orlando Mora             | Costa Rica                   | 30:49,43 min |
| 14    | Tau John Tokwepota       | Papua-Neuguinea              | 31:29,14 min |
| DNF   | Ali Al-Ghadi             | Vereinigte Arabische Emirate |              |

### Vorlauf 3
| Platz | Name               | Nation         | Zeit         | Anmerkung                 |
| ----- | ------------------ | -------------- | ------------ | ------------------------- |
| 1     | Sostenes Bitok     | Kenia          | 28:12,17 min |                           |
| 2     | Yutaka Kanai       | Japan          | 28:14,67 min |                           |
| 3     | Zakariah Barie     | Tansania       | 28:15,18 min |                           |
| 4     | Steve Jones        | Großbritannien | 28:15,22 min |                           |
| 5     | John Treacy        | Irland         | 28:18,13 min |                           |
| 6     | Pat Porter         | USA            | 28:19,94 min |                           |
| 7     | Ahmed Musa Jouda   | Sudan          | 28:20,26 min |                           |
| 8     | Francesco Panetta  | Italien        | 29:00,78 min |                           |
| 9     | Marios Kassianidis | Zypern         | 29:06,08 min |                           |
| 10    | Domingo Tibaduiza  | Kolumbien      | 29:07,19 min |                           |
| 11    | Julio Gómez        | Argentinien    | 29:58,06 min |                           |
| 12    | Frans Ntaole       | Lesotho        | 30:18,71 min |                           |
| 13    | Albert Marie       | Seychellen     | 32:04,11 min |                           |
| DNF   | Necdet Ayaz        | Türkei         |              |                           |
| DOP   | Martti Vainio      | Finnland       | 28:19,25 min | für das Finale zugelassen |

## Finale

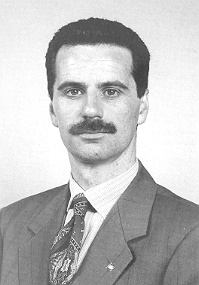
Olympiasieger Alberto Cova

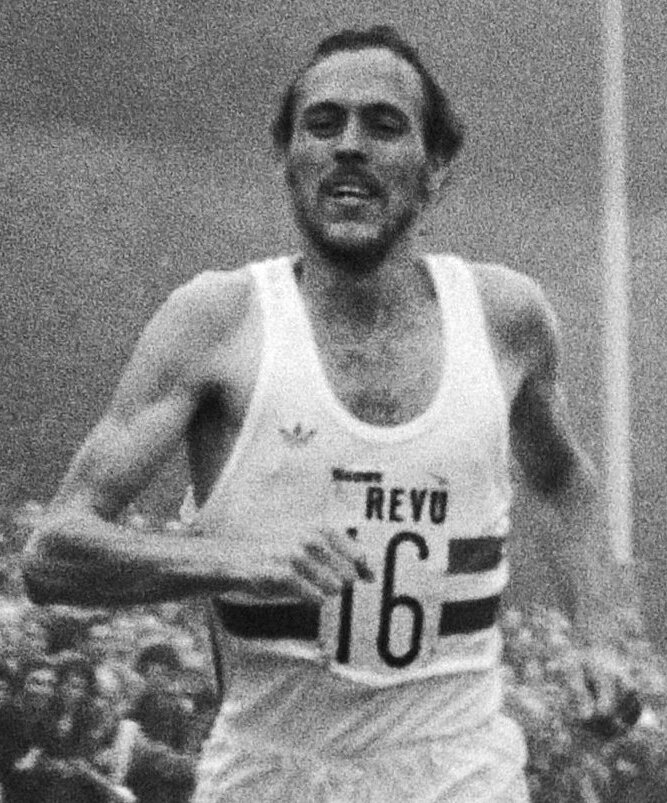
Silbermedaillengewinner Mike McLeod

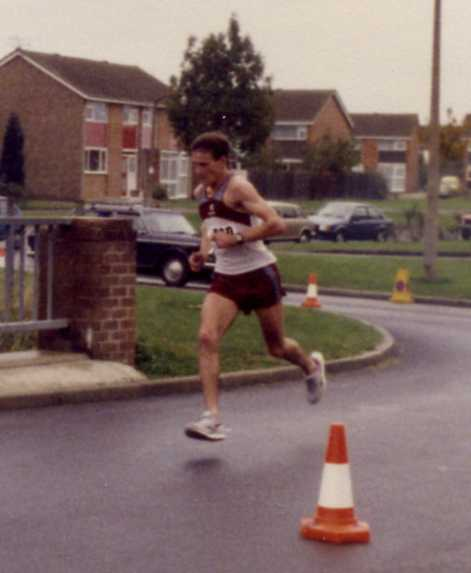
Der achtplatzierte Steve Jones

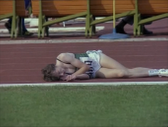
John Treacy (hier bei den Spielen 1980, als er kollabierte) belegte Rang neun

Datum: 6. August 1984
| Zwischenzeiten      | Zwischenzeiten | Zwischenzeiten                | Zwischenzeiten |
| Zwischenzeit- Marke | Zwischenzeit   | Führende(r)                   | 1000-m-Zeit    |
| ------------------- | -------------- | ----------------------------- | -------------- |
| 1000 m              | 2:53,0 min     | Jouda, Treacy, Barie          | 2:53,0 min     |
| 2000 m              | 5:47,6 min     | Jouda, Treacy, Barie          | 2:54,6 min     |
| 3000 m              | 8:40,4 min     | Musyoki, Jouda, Treacy, Barie | 2:52,8 min     |
| 4000 m              | 11:32,5 min    | Jouda, Treacy, Barie          | 2:52,1 min     |
| 5000 m              | 14:19,8 min    | Treacy, Porter, Jones         | 2:47,3 min     |
| 6000 m              | 17:00,3 min    | Vainio, Cova, Rose            | 2:40,5 min     |
| 7000 m              | 19:40,9 min    | Vainio, Cova                  | 2:40,6 min     |
| 8000 m              | 22:25,0 min    | Vainio, Cova                  | 2:44,1 min     |
| 9000 m              | 25:12,8 min    | Vainio, Cova                  | 2:47,8 min     |
| 10.000 m            | 27:47,5 min    | Cova                          | 2:34,7 min     |

| Platz | Name              | Nation         | Zeit         |
| ----- | ----------------- | -------------- | ------------ |
| 1     | Alberto Cova      | Italien        | 27:47,54 min |
| 2     | Mike McLeod       | Großbritannien | 28:06,22 min |
| 3     | Michael Musyoki   | Kenia          | 28:06,46 min |
| 4     | Salvatore Antibo  | Italien        | 28:06,50 min |
| 5     | Christoph Herle   | BR Deutschland | 28:08,21 min |
| 6     | Sostenes Bitok    | Kenia          | 28:09,01 min |
| 7     | Yutaka Kanai      | Japan          | 28:27,06 min |
| 8     | Steve Jones       | Großbritannien | 28:28,08 min |
| 9     | John Treacy       | Irland         | 28:28,68 min |
| 10    | Ahmed Musa Jouda  | Sudan          | 28:29,43 min |
| 11    | Zephaniah Ncube   | Simbabwe       | 28:31,61 min |
| 12    | Nick Rose         | Großbritannien | 28:31,73 min |
| 13    | Zakariah Barie    | Tansania       | 28:32,28 min |
| 14    | Joseph Nzau       | Kenia          | 28:32,57 min |
| 15    | Pat Porter        | USA            | 28:34,59 min |
| 16    | Masanari Shintaku | Japan          | 28:55,54 min |
| DNF   | Fernando Mamede   | Portugal       |              |
| DOP   | Martti Vainio     | Finnland       | 27:51,10 min |

Für das Finale hatten sich alle drei Kenianer und alle drei Briten qualifiziert. Weitere Finalisten waren zwei Italiener und zwei Japaner. Dazu kamen noch jeweils ein Läufer aus den USA, aus der Bundesrepublik Deutschland, Irland, Simbabwe, dem Sudan, Finnland, Portugal und Tansania.
Der Welt- und Europameister Alberto Cova aus Italien galt als Favorit. Zwar konnte sich auch der portugiesische Weltrekordler Fernando Mamede für das Finale qualifizieren, wurde aber nicht so stark eingeschätzt. Der Vizeweltmeister Werner Schildhauer nahm wegen des Olympiaboykotts der DDR nicht teil.
Das Rennen wurde in der Anfangsphase vom Sudanesen Ahmed Musa Jouda angeführt. Der Finne Martti Vainio übernahm nach fünftausend Metern die Spitze und erhöhte das Tempo. Nur Cova konnte dem Finnen folgen. Zweihundert Meter vor dem Ziel setzte Cova zum Endspurt an, dem der Finne nichts entgegenzusetzen hatte. Mit dreieinhalb Sekunden Vorsprung vor Vainio wurde Cova Olympiasieger. Hinter dem Finnen kamen der Brite Mike McLeod und der Kenianer Michael Musyoki ins Ziel. Covas Landsmann Salvatore Antibo beendete das Rennen als Fünfter, der Weltrekordler Mamede hatte aufgegeben.
Anhand der Zwischenzeiten wird deutlich, dass die zweite Rennhälfte deutlich schneller gelaufen wurde als die erste. Allerdings waren nach der 5000-Meter-Zwischenzeit von 14:19,8 min keine Topzeiten mehr möglich. Hier ging es um Medaillen, nicht um Rekorde.
Martti Vainio wurde anschließend wegen einer positiven Dopingprobe disqualifiziert. Er hatte Methenolon eingenommen. Seine Silbermedaille wurde ihm aberkannt und an McLeod vergeben, der Kenianer Musyoki erhielt nachträglich die Bronzemedaille. Alle weiteren Läufer, die das Rennen beenden konnten, stiegen einen Platz auf. Auch für das noch ausstehende Finale über 5000 Meter, für das Vainio sich qualifiziert hatte, wurde er nicht zugelassen.
Alberto Cova wurde mit seinem Sieg der erste italienische Olympiasieger über 10.000 Meter.

## Videolinks
- Men's 10,000 Meters Final - 1984 USA Olympic Trials Track & Field, youtube.com, abgerufen am 8. November 2021
- Men's 10,000m Final - 1984. Part 1, youtube.com, abgerufen am 7. Januar 2018
- Men's 10,000m Final - 1984. Part 2, youtube.com, abgerufen am 7. Januar 2018
- Men's 10,000m Final - 1984. Part 3, youtube.com, abgerufen am 7. Januar 2018